# بندای ویژوال
بندای ویژوال (انگلیسی: Bandai Visual) شرکت سرگرمی ژاپنی است، که در سال ۱۹۸۳ تأسیس شد.